# Campionato italiano di calcio a 5 femminile
Il campionato italiano di calcio a 5 femminile è un torneo dilettantistico del gioco del calcio a 5 istituito dalla Divisione Calcio a 5 nel 1992. Al pari dell'omologo campionato maschile, inizialmente esso si è disputato con carattere per lo più territoriale, con le vincenti dei numerosi tornei regionali che si affrontavano tra loro per determinare la squadra campione d'Italia. Il primo campionato nazionale si è disputato nella stagione 2011-12, mentre dalla stagione 2015-16 esso si è sdoppiato in due livelli: Élite e Serie A divenute, due anni più tardi, rispettivamente Serie A e Serie A2.

## Storia
Il campionato femminile sino alla stagione 2010-11 era suddiviso in due fasi: la prima territoriale e una seconda nazionale a cui partecipavano le vincitrici di ogni girone. Quest'ultima era articolata mediante spareggi fino ad una fase finale disputata con la formula final eight in sede unica. Nella stagione 2011-12 nasce la Serie A, un vero e proprio campionato nazionale femminile suddiviso in due gironi da dodici formazioni ciascuno. Nelle stagioni seguenti il numero delle società partecipanti è gradualmente cresciuto, rendendo possibile nella stagione 2015-16 la nascita del campionato di Serie A Élite che raggruppa le migliori formazioni nazionali. Da questa stagione la Serie A è diventata dunque il secondo livello nazionale della disciplina mantenendo la denominazione fino al 2017-18 quando è diventato Serie A2. Contemporaneamente, la Serie A Élite è tornata a chiamarsi semplicemente Serie A.

## Attuale sistema
Questo sistema verrà introdotto dopo la riforma dei campionati femminili, a partire dalla stagione 2019-2020.. La riforma del sistema non entrerà in vigore per accordo tra i referenti regionali.
| Livello | Livello | Serie                              | Serie                              | Serie                              | Serie                              | Serie                              | Serie                              | Serie                              | Serie                              | Serie                              | Serie                              | Serie                              | Serie                              | Serie                              | Serie                              | Serie                              | Serie                              | Serie                              | Serie                              | Serie                              | Serie                              |
| ------- | ------- | ---------------------------------- | ---------------------------------- | ---------------------------------- | ---------------------------------- | ---------------------------------- | ---------------------------------- | ---------------------------------- | ---------------------------------- | ---------------------------------- | ---------------------------------- | ---------------------------------- | ---------------------------------- | ---------------------------------- | ---------------------------------- | ---------------------------------- | ---------------------------------- | ---------------------------------- | ---------------------------------- | ---------------------------------- | ---------------------------------- |
| 1       | 1       | LND Serie A 16 squadre             | LND Serie A 16 squadre             | LND Serie A 16 squadre             | LND Serie A 16 squadre             | LND Serie A 16 squadre             | LND Serie A 16 squadre             | LND Serie A 16 squadre             | LND Serie A 16 squadre             | LND Serie A 16 squadre             | LND Serie A 16 squadre             | LND Serie A 16 squadre             | LND Serie A 16 squadre             | LND Serie A 16 squadre             | LND Serie A 16 squadre             | LND Serie A 16 squadre             | LND Serie A 16 squadre             | LND Serie A 16 squadre             | LND Serie A 16 squadre             | LND Serie A 16 squadre             | LND Serie A 16 squadre             |
| 2       | 2       | LND Serie A2 Girone A 12 squadre   | LND Serie A2 Girone A 12 squadre   | LND Serie A2 Girone A 12 squadre   | LND Serie A2 Girone A 12 squadre   | LND Serie A2 Girone A 12 squadre   | LND Serie A2 Girone A 12 squadre   | LND Serie A2 Girone A 12 squadre   | LND Serie A2 Girone A 12 squadre   | LND Serie A2 Girone A 12 squadre   | LND Serie A2 Girone A 12 squadre   | LND Serie A2 Girone B 12 squadre   | LND Serie A2 Girone B 12 squadre   | LND Serie A2 Girone B 12 squadre   | LND Serie A2 Girone B 12 squadre   | LND Serie A2 Girone B 12 squadre   | LND Serie A2 Girone B 12 squadre   | LND Serie A2 Girone B 12 squadre   | LND Serie A2 Girone B 12 squadre   | LND Serie A2 Girone B 12 squadre   | LND Serie A2 Girone B 12 squadre   |
| 3       | 3       | LND Serie B Girone A 12 squadre    | LND Serie B Girone A 12 squadre    | LND Serie B Girone A 12 squadre    | LND Serie B Girone A 12 squadre    | LND Serie B Girone A 12 squadre    | LND Serie B Girone B 12 squadre    | LND Serie B Girone B 12 squadre    | LND Serie B Girone B 12 squadre    | LND Serie B Girone B 12 squadre    | LND Serie B Girone B 12 squadre    | LND Serie B Girone C 12 squadre    | LND Serie B Girone C 12 squadre    | LND Serie B Girone C 12 squadre    | LND Serie B Girone C 12 squadre    | LND Serie B Girone C 12 squadre    | LND Serie B Girone D 12 squadre    | LND Serie B Girone D 12 squadre    | LND Serie B Girone D 12 squadre    | LND Serie B Girone D 12 squadre    | LND Serie B Girone D 12 squadre    |
| 4       | 4       | Serie C (molti gironi regionali)   | Serie C (molti gironi regionali)   | Serie C (molti gironi regionali)   | Serie C (molti gironi regionali)   | Serie C (molti gironi regionali)   | Serie C (molti gironi regionali)   | Serie C (molti gironi regionali)   | Serie C (molti gironi regionali)   | Serie C (molti gironi regionali)   | Serie C (molti gironi regionali)   | Serie C (molti gironi regionali)   | Serie C (molti gironi regionali)   | Serie C (molti gironi regionali)   | Serie C (molti gironi regionali)   | Serie C (molti gironi regionali)   | Serie C (molti gironi regionali)   | Serie C (molti gironi regionali)   | Serie C (molti gironi regionali)   | Serie C (molti gironi regionali)   | Serie C (molti gironi regionali)   |
| 5       | 5       | Serie D (molti gironi provinciali) | Serie D (molti gironi provinciali) | Serie D (molti gironi provinciali) | Serie D (molti gironi provinciali) | Serie D (molti gironi provinciali) | Serie D (molti gironi provinciali) | Serie D (molti gironi provinciali) | Serie D (molti gironi provinciali) | Serie D (molti gironi provinciali) | Serie D (molti gironi provinciali) | Serie D (molti gironi provinciali) | Serie D (molti gironi provinciali) | Serie D (molti gironi provinciali) | Serie D (molti gironi provinciali) | Serie D (molti gironi provinciali) | Serie D (molti gironi provinciali) | Serie D (molti gironi provinciali) | Serie D (molti gironi provinciali) | Serie D (molti gironi provinciali) | Serie D (molti gironi provinciali) |

## Albo d'oro del campionato

### Fase nazionale dei campionati regionali
| Stagione  | Campione d'Italia        | Finalista            |
| --------- | ------------------------ | -------------------- |
| 1992-1993 | Roma 3Z                  |                      |
| 1993-1994 | non disputato            | non disputato        |
| 1994-1995 | Squash 88 Roma           |                      |
| 1995-1996 | Torrino                  |                      |
| 1996-1997 | Il Brigante Napoli       | Augusta              |
| 1997-1998 | Dentecane Avellino       | C.F. Colleferro      |
| 1998-1999 | New Club Fioranello Roma | C.F. Colleferro      |
| 1999-2000 | Lazio                    | Brigante Napoli      |
| 2000-2001 | Lazio                    | Dinamo Faenza        |
| 2001-2002 | Roma RCB                 | Poggibonsese         |
| 2002-2003 | Lazio                    | Pro Reggina 97       |
| 2003-2004 | Roma RCB                 | Cesena               |
| 2004-2005 | Real Statte              | Polaris Palermo      |
| 2005-2006 | Real Statte              | Montevelino          |
| 2006-2007 | Città di Pescara         | Virtus Roma Ciampino |
| 2007-2008 | Lazio                    | Città di Pescara     |
| 2008-2009 | Real Statte              | Virtus Roma Ciampino |
| 2009-2010 | ISEF Poggiomarino        | Real Statte          |
| 2010-2011 | Pescara                  | Virtus Roma Ciampino |

### Serie A
Nelle stagioni 2015-16 e 2016-17 il massimo campionato nazionale ha assunto la denominazione "Serie A Élite", ritornando a quella originaria nel 2017-18.
| Stagione  | Campione d'Italia                                       | Finalista                                               |
| --------- | ------------------------------------------------------- | ------------------------------------------------------- |
| 2011-2012 | Pro Reggina                                             | Real Statte                                             |
| 2012-2013 | AZ Gold                                                 | Real Statte                                             |
| 2013-2014 | Lazio Femminile                                         | Ternana                                                 |
| 2014-2015 | Ternana                                                 | Lazio Femminile                                         |
| 2015-2016 | Montesilvano                                            | Isolotto                                                |
| 2016-2017 | Olimpus                                                 | Ternana                                                 |
| 2017-2018 | Ternana                                                 | Kick Off                                                |
| 2018-2019 | Salinis                                                 | Montesilvano                                            |
| 2019-2020 | Titolo non assegnato a causa della pandemia di COVID-19 | Titolo non assegnato a causa della pandemia di COVID-19 |
| 2020-2021 | Montesilvano                                            | Falconara                                               |
| 2021-2022 | Falconara                                               | Pescara                                                 |
| 2022-2023 | Bitonto                                                 | Tikitaka Francavilla                                    |
| 2023-2024 | Bitonto                                                 | Tikitaka Francavilla                                    |
| 2024-2025 | Falconara                                               | Pescara                                                 |

## Albo d'oro della Supercoppa italiana
- 2005 Real Statte
- 2006 Real Statte
- 2007 Città di Pescara
- 2008 Real Statte
- 2009 Real Statte
- 2010 Gruppo Sportivo ISEF[3][4]
- 2011 Pescara
- 2012 Pro Reggina 97
- 2013 Sinnai[5]
- 2014 Lazio
- 2015 Ternana
- 2016 Pescara
- 2017 Olimpus
- 2018 Montesilvano
- 2019 Kick Off
- 2021 Città di Falconara
- 2022 Città di Falconara

## Albo d'oro del campionato Juniores
- 2010-2011 Città di Pescara
- 2011-2012 Magna Graecia
- 2012-2013 La Giovanile Schio
- 2013-2014 Lazio Femminile
- 2014-2015 Lazio Femminile
- 2015-2016
- 2016-2017
- 2017-2018
- 2018-2019